# Ges (water)
Het Ges (Fries en officieel: It Ges) is een natuurlijke waterloop in de Friese gemeente Súdwest-Fryslân. Langs het Ges zijn de tweelingdorpen Oppenhuizen en Uitwellingerga (Top en Twel) gebouwd.
Het Ges is via de Broeresloot verbonden met de Witte Brekken. Aan de oostkant staat het in verbinding met het Prinses Margrietkanaal en in het westen met de Houkesloot.